# Tiete Damsté-Terpstra
Tiete Damsté-Terpstra (Grouw, 1 juli 1924 – Zeist, 26 mei 2020) was een Nederlandse logopedist en docent. Zij speelde een belangrijke rol in de ontwikkeling van de logopedie als professioneel vakgebied in Nederland. Samen met haar echtgenoot Helbert Damsté richtte zij in 2002 het Damsté-Terpstra Fonds op, dat tot doel heeft het logopedische werkveld te ondersteunen.

## Biografie

### Jeugd en opleiding
Tiete Terpstra groeide op in Grouw in Friesland, waar haar vader directeur was van een melkfabriek. Haar interesse in logopedie ontstond nadat zij als kind zag hoe een dove buurjongen leerde spreken.
In 1946 begon Terpstra aan de tweejarige parttime opleiding logopedie in Amsterdam, samen met zeven andere cursisten. De opleiding bestond uit theorielessen op woensdag en zaterdag, en praktijkervaring op maandag en zaterdag in het Wilhelmina Gasthuis. De opleiding bevond zich in een pioniersfase; veel inhoud en structuur moest toen nog worden ontwikkeld. In die tijd was logopedie voornamelijk een bijvak voor onderwijzers en zangdocenten.

### Carrière
Na het afronden van haar opleiding werkte Terpstra voor de GGD, waar ze kinderen behandelde met articulatiestoornissen, onder andere slissen. Ze ontving daarvoor een vergoeding van drie gulden per uur. Daarnaast had ze een kleine praktijk aan huis. Later werkte zij in het Wilhelmina Gasthuis in Amsterdam, waar zij laryngectomiepatiënten behandelde.
Vanaf eind jaren vijftig reisde Damsté-Terpstra samen met haar echtgenoot Helbert langs foniatrieafdelingen in Europa en de Verenigde Staten. Tijdens deze studiereizen boden zij cursussen aan in slokdarmspraak voor mensen die een laryngectomie hadden ondergaan, waarbij het strottenhoofd was verwijderd na een hoofd-halstumor. Zij bezochten onder meer instellingen in Oxford, Kopenhagen, Parijs, New York en Miami. De opgedane kennis over revalidatie en stemtherapie werd vervolgens toegepast en verspreid binnen de Nederlandse logopedie. Een nieuwe stemmethodiek die zij introduceerde in Nederland, was de zogenaamde accentmethode. Deze methode is gericht op optimale adem-stemkoppeling en ontwikkeld in Denemarken door Svend Smith.
In 1970 werd Damsté-Terpstra directeur van de eerste voltijdopleiding logopedie in Nederland, gevestigd in Utrecht. Zij gaf les in diverse stemmethoden en was ook actief als docent bij de Academie voor Expressie door Woord en Gebaar en de afdeling Taalexpressie van de Universiteit Utrecht. Daarnaast organiseerde en gaf zij nascholingscursussen stemtherapie voor logopedisten. Ze stond bekend om haar praktische en vernieuwende aanpak, bijvoorbeeld door de inrichting van geluidsdichte oefenruimtes met eenvoudige materialen, zoals eierdozen, om de akoestiek te verbeteren.
Damsté-Terpstra had grote belangstelling voor de geschiedenis van de logopedie. Ze bezocht internationale IALP-congressen in onder andere 1952 en 1985 in Amsterdam. Ze sprak met waardering over de bijdragen van voorgangers, zoals Branco van Dantzig.

### Latere activiteiten
Na haar pensionering bleef Damsté-Terpstra actief binnen de Nederlandse Vereniging voor Logopedie en Foniatrie (NVLF), onder andere in het College van Toezicht op de beroepsethiek. In februari 2002 richtte zij samen met haar man het Damsté-Terpstra Fonds op. Dit fonds ondersteunt projecten die bijdragen aan verbetering van de logopedische praktijk en de preventieve zorg. Initiatieven die door het fonds ontstonden, zijn onder meer het Stemplatform en de Damstégroep voor stottertherapie, waarmee samenwerking tussen KNO-artsen, logopedisten en zangpedagogen werd bevorderd. Ook steunde het fonds de in 2019 opgerichte Stichting Meertalige Logopedie Nederland. Deze stichting zet zich in voor de zorg voor meertalige kinderen en volwassenen in Nederland. Dankzij het Damsté-Terpstra Fonds kon de stichting een website publiceren, met een overzicht van meertalige logopedisten in Nederland en informatie over logopedie in verschillende talen.
Op hoge leeftijd bleef Damsté-Terpstra actief en digitaal vaardig. In een interview ter gelegenheid van het 70-jarig bestaan van de NVLF, vertelde zij dat ze als 93-jarige nog regelmatig met de computer werkte en haar herinneringen over de ontwikkeling van de logopedie in Nederland digitaal opschreef. Na het overlijden van haar man in 2017 zette zij hun gezamenlijke werk voort. Ze bleef met toewijding bestuursvergaderingen van het Damsté-Terpstra Fonds voorbereiden, zoals zij hem had beloofd.

### Persoonlijk
Via logopediste Annie Moolenaar-Bijl kwam Terpstra in contact met arts Pieter Helbert Damsté (1925-2017) die bezig was met promotieonderzoek naar slokdarmspraak. Hij bezocht haar om patiëntbesprekingen te voeren in het kader van een TNO-onderzoek. Deze samenwerking leidde tot een langdurige professionele en persoonlijke relatie. Helbert Damsté overleed op 3 februari 2017 in Zeist, op 92-jarige leeftijd.
Naast haar werk beoefende Damsté-Terpstra ook de Japanse kunstvorm oshibana, waarbij met gedroogde bloemen wordt gewerkt. Hiermee won zij een internationale prijs. Op 26 mei 2020 overleed ze op 95-jarige leeftijd, enkele jaren na het overlijden van haar man. Ze was 73 jaar lid van de NVLF. Damsté-Terpstra stond bij collega’s bekend als een bevlogen logopedist, een kritisch bestuurslid met oog voor ontwikkelingen binnen het vakgebied en een warme persoonlijkheid die nooit een verjaardag vergat.

## Erkenning
Zowel Damsté-Terpstra als haar man werden benoemd tot erelid van de NVLF, vanwege hun verdiensten voor het vakgebied. In november 2017 vond haar benoeming plaats.